# Стоманеціте
Стома́неціте (болг. Стоманеците) — село в Габровській області Болгарії. Входить до складу общини Габрово.

## Населення
За даними перепису населення 2011 року у селі проживала 31 особа, усі — болгари.
Розподіл населення за віком у 2011 році:
Динаміка населення: